# Nico Zingelmann
Nico Zingelmann (* 5. September 1977 in Friedberg (Hessen), Deutschland) ist ein deutscher Regisseur und Drehbuchautor.

## Biografie
Nico Zingelmann ist seit 1997 Sprecher für Funk und TV-Werbung. 1996–2001 Schauspielunterricht. 1999–2001 Ausbildung zum Kaufmann für audiovisuelle Medien in Frankfurt am Main. Er hat 2001–2007 an der Filmakademie Baden-Württemberg szenische Regie studiert und ist Absolvent der Hollywood Masterclass 2005 an der UCLA in Kalifornien, USA.

## Auszeichnungen
Magda macht das schon
- 2018 Deutscher Fernsehpreis in der Kategorie Beste Comedyserie[1]

Binny und der Geist
- 2014 Goldener Spatz – Kinderfilmfest Erfurt[2]

Der Lehrer
- 2014 Deutscher Comedypreis in der Kategorie Beste Comedyserie

15 Minuten Wahrheit (Shift):
- 2009 Perspektive 50plus – Filmwettbewerb vom Bundesministerium für Arbeit und Soziales – 1. Platz

- 2008 7th International Film Festival ISFVF Beijing, China – Audience Award
- 2008 Salento Finibus Terrae International Short Film Festival, Italien – Best Short Film & Best Actor Herbert Knaup
- 2008 Shocking Shorts Award, 13th Street, NBC Universal – Bester Film
- 2008 Internat. Student Short Film Festival de Cergy-Pontoise, Frankreich – 1st Prize: Communauté d’agglomération de Cergy-Pontoise
- 2008 Internationale Filmfestspiele von Cannes, Festival de Cannes, Frankreich – Short Film Market
- 2008 7th Tribeca Film Festival New York, USA – Nominierung Short Film Competition
- 2008 14. Thalmaessinger Kurzfilmtage – Preis der AV Medienzentrale
- 2008 Studio Hamburg Nachwuchspreis – Bester Kurzfilm, Publikumspreis
- 2008 FEC Cambrils-Reus, Spanien – Special Mention of the European Jury
- 2008 Emir Kusturica’s 1st Küstendorf Filmfestival – Nominierung Short Film Competition
- 2008 Festival du Court-Métrage de Clermont-Ferrand, Frankreich – Short Film Market

- 2007 Deutscher Kurzfilmpreis – Nominierung
- 2007 First Steps Award – Nominierung
- 2007 9th International Student Film Festival Belgrade, Serbia – Best Fiction Film Award
- 2007 Kinofest Lünen – Bester Kurzfilm, Publikumspreis
- 2007 Filmfestival Münster – Publikumspreis
- 2007 Unlimited #2 Internationales Film Fest Köln – 1. Preis der Jury
- 2007 Tatort Eifel – 1. Preis der Jury
- 2007 Shorts At Moonlight – 1. Preis des Festivals, Publikumspreis
- 2007 Goethe-Institut, Los Angeles, USA – Talent Show Case
- 2007 Max Ophüls Preis – Wettbewerbsbeitrag und Uraufführung

## Filmografie
- 2017 Der Lehrer Staffel 6 – mit Hendrik Duryn, Jessica Ginkel – 3 Folgen – Drama Comedy-Serie für RTL
- 2017 Magda macht das schon Staffel 2 – u. a. mit Verena Altenberger, Hedi Kriegeskotte, Brigitte Zeh – 5 Folgen – Serie für RTL
- 2016 Magda macht das schon Staffel 1 – u. a. mit Verena Altenberger, Hedi Kriegeskotte, Brigitte Zeh – 5 Folgen – Serie für RTL
- 2015: Bettys Diagnose Staffel 2 – mit Bettina Lamprecht, Maximilian Grill – 4 Folgen – für ZDF
- 2014/15: Der Lehrer Staffel 3 – mit Hendrik Duryn, Jessica Ginkel – 5 Folgen – Drama Comedy-Serie für RTL
- 2013/14: Binny und der Geist – mit Merle Juschka, Johannes Hallervorden – 8 Folgen – Geister-Serie für Disney
- 2012: Der Lehrer Staffel 2 – mit Hendrik Duryn, Jessica Ginkel – 3 Folgen – Drama Comedy-Serie für RTL
- 2011: Countdown – Die Jagd beginnt – mit Sebastian Ströbel und  Chiara Schoras – 2 Folgen – Action Serie für RTL
- 2011: Flaschendrehen – mit Janin Reinhardt, Josephine Schmidt, Roman Knižka, Kai Schumann, u. a. – 90 min Spielfilm für SAT.1
- 2009: Die Pro7 Märchenstunde – Ali Baba und die vierzig Räuber – TV-Serie
- 2009: Die Pro7 Märchenstunde – Der verflixte Flaschengeist – TV-Serie
- 2007: 15 Minuten Wahrheit (Shift) – mit Herbert Knaup, Christoph Bach, u. a. – Kurzfilm
- 2006: Bitte Bleib – Momentaufnahme – Musikvideo
- 2005: Frohes Fest (Season Greetings) – mit Florian Lukas, Jasmin Gerat, Stefanie Stappenbeck, u. a. – Kurzfilm
- 2005: D.N.X. – Mutant High – Action Comedy Pilot für RTL Television
- 2004: Robinson – Werbung
- 2003: Kuemmerling – Bowling – Werbung
- 2003: Finn – Kurzfilm
- 2002: Sturm – Kurzfilm
- 2001: Dialog – Kurzfilm
- 2001: Plaid at Dice – Kurzfilm
- 2000: Von wo wir starten... – Kurzfilm